# 헝가로링
헝가로링(Hungaroring)는 헝가리 페슈트주 모조로드(Mogyoród)에 있는 자동차 경주 서킷이다. 포뮬러 원 헝가리 그랑프리가 펼쳐지는 곳으로, 1986년 첫 그랑프리가 열리면서 철의 장막 너머에서 펼쳐진 첫 포뮬러 원 경기를 기록했다.

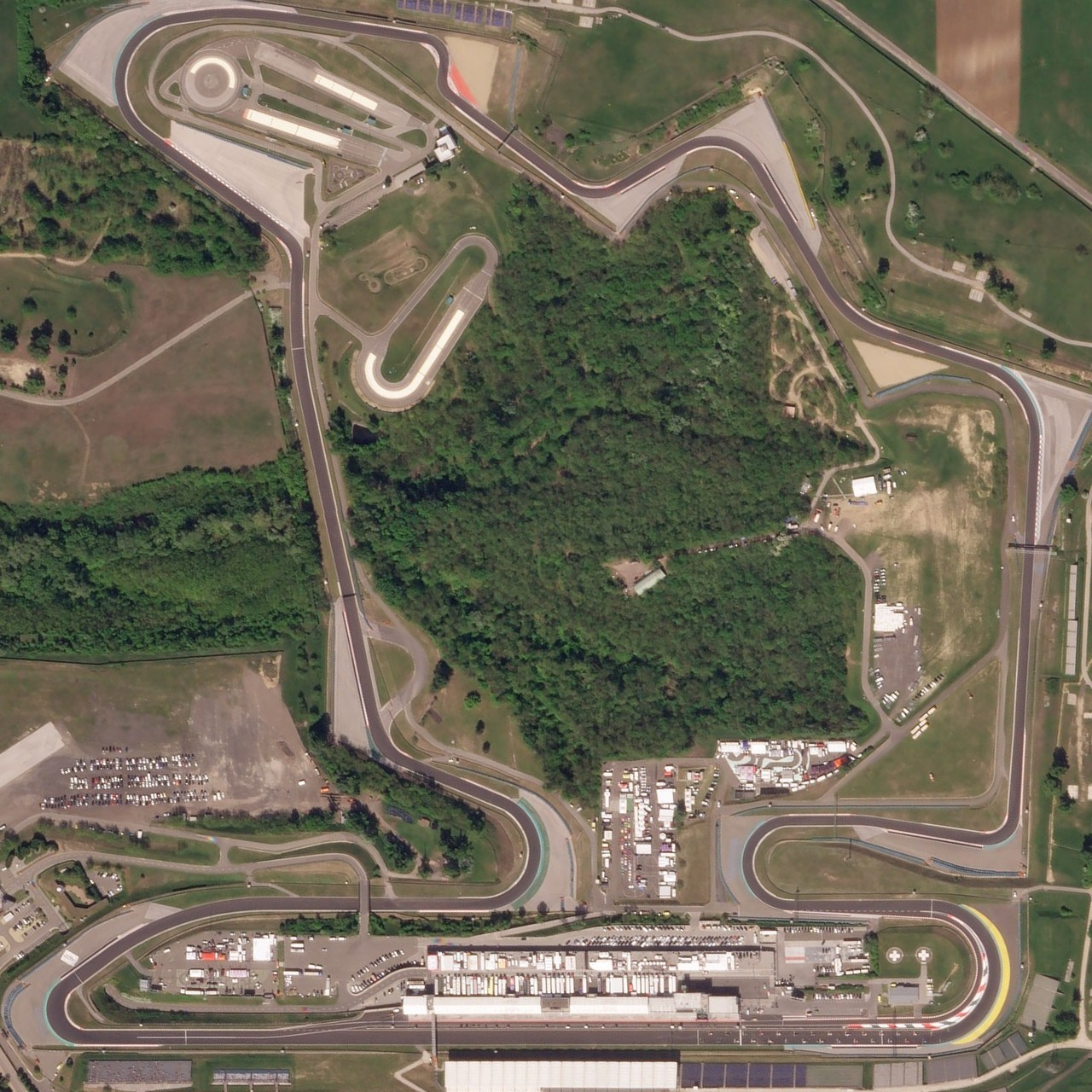
헝가로링을 촬영한 2018년 항공 사진